# Чемпионат Украины по шашечной композиции 2015
Чемпионат Украины по шашечной композиции (укр. Чемпіонат України з шашкової композиції) 2015 года прошел заочно с 15 марта по 15 октября. В соревнованиях приняли участие 26 шашечных композитора из 13 регионов Украины.

## О турнире
Соревнования проводились по русским шашкам в 5 разделах: проблемы, этюды, задачи, дамочные проблемы, миниатюры.
Чемпионат проводился по международным правилам (Правила шашечной композиции CPI FMJD (для шашек-64).
К участию в соревнованиях допускаются шашечные композиторы Украины.
Авторы могли прислать в каждый из 5 разделов не более шести произведений, итого не более 30. В разделах проблемы, миниатюры, дамочные проблемы, этюды допускались произведения с задачей «выигрыш» или «Ничья». В раздел задачи допускались произведения с задачей на блокирование, в том числе и собственных шашек. Тема в разделе задач свободна.
К участию в чемпионате допускаются композиции:
— Новые;
— Напечатанные или принимали участие в соревнованиях после 01.01.2013, для раздела дамочных проблем — после 01.01.2000.
К участию в соревнованиях не допускались композиции:
— Принимающие участие в соревнованиях;
— Соавторские.

## Судьи
Всего в чемпионате было 14 судей с Украины, из Белоруссии, России, Израиля.
Главный судья — Абрамов О. С. (Украина, Винница). Помощник главного судьи — Балтажи К. Г.. Главный секретарь — Щербатюк А. М. (все — Украина).
Судья-консультант: Александр Ляховский (Беларусь).

## Спортивные результаты
Проблемы-64. Судьи — Виктор Шульга и Пётр Шклудов (оба — Беларусь),
Александр Малюта (Украина).
 Сергей Губочкин (Одесская область).  ||Анатолий Савченко (Волноваха).  Анатолий Баланюк (Теплодар, Одесская область).
| Место | звание | Имя                 | г.р. | область                  | спортивное общество | сумма очков |
| ----- | ------ | ------------------- | ---- | ------------------------ | ------------------- | ----------- |
| 1     | км     | Сергей Губочкин     | 1956 | Одесская область         | Україна             | 327,33      |
| 2     | Мс     | Анатолий Савченко   | 1982 | Донецкая область         | Колос               | 300,67      |
| 3     | км     | Анатолий Баланюк    | 1958 | Одесская область         | Колос               | 293         |
| 4     | км     | Анатолий Панченко   | 1983 | Днепропетровская область | Україна             | 292,33      |
| 5     | км     | Владимир Похил      | 1974 | Кировоградская область   | Колос               | 261         |
| 6     | Мс     | Александр Катюха    | 1946 | Винницкая область        | Колос               | 231,67      |
| 7     | км     | Александр Сосунов   | 1954 | Одесская область         | Україна             | 201,67      |
| 8     | км     | Николай Пилипенко   | 1949 | Киевская область         | Колос               | 168,33      |
| 9     | Мс     | Станислав Устьянов  | 1965 | Харьковская область      | Україна             | 148,33      |
| 10    | км     | Валерий Крючков     | 1954 | Киевская область         | Колос               | 146,67      |
| 11    | Мс     | Дмитрий Малай       | 1953 | Винницкая область        | Україна             | 133,33      |
| 12    | Мс     | Иван Кобцев         | 1934 | Днепропетровская область | Україна             | 113,33      |
| 13    | ГР     | Михаил Федоров      | 1950 | Донецкая область         | Колос               | 111,67      |
| 14    | 1р     | Леонид Гнида        | 1961 | Полтавская область       | Колос               | 105         |
| 15    | км     | Иван Науменко       | 1950 | Черкасская область       | Колос               | 101,67      |
| 16    | км     | Сергей Резников     | 1967 | Харьковская область      | Україна             | 97,33       |
| 17    | км     | Ярослав Гончаренко  | 1997 | Одесская область         | Колос               | 70          |
| 18    | км     | Анатолий Нарізький  | 1957 | Полтавская область       | Колос               | 6,67        |
| 19    | км     | Анатолий Бондаренко | 1940 | Киевская область         | Колос               | 0           |
| 19    | км     | Виталий Мироненко   | 1951 | Харьковская область      | Україна             | 0           |

Дамочные проблемы-64.
Судьи: Юрий Голиков (Россия), Виктор Шульга и Иван Навроцкий (оба — Беларусь).
 Анатолий Ныч (Одесская область). ||Анатолий Панченко (Днепропетровск)  Владимир Похил (Кировоградская область)
| Место | звание | Имя                | г.р. | область                  | спортивное общество | сумма очков |
| ----- | ------ | ------------------ | ---- | ------------------------ | ------------------- | ----------- |
| 1     | км     | Анатолий Ныч       | 1955 | Одесская область         | Колос               | 216,67      |
| 2     | км     | Анатолий Панченко  | 1983 | Днепропетровская область | Україна             | 213         |
| 3     | км     | Владимир Похил     | 1974 | Кировоградская область   | Колос               | 211,67      |
| 4     | Мс     | Александр Катюха   | 1946 | Винницкая область        | Колос               | 171         |
| 5     | ГР     | Михаил Федоров     | 1950 | Донецкая область         | Колос               | 144         |
| 6     | Мс     | Станислав Устьянов | 1965 | Харьковская область      | Україна             | 111,67      |
| 7     | Мс     | Иван Кобцев        | 1934 | Днепропетровская область | Україна             | 45,33       |
| 8     | км     | Николай Пилипенко  | 1949 | Киевская область         | Колос               | 24          |

Этюды-64.
Судьи — Виктор Шульга, Пётр Шклудов, Борис Иванов (все — Беларусь).
 Анатолий Панченко (Днепропетровск).  Владимир Бойчук (Николаевская область).  Анатолий Савченко (Волноваха).
| Место | звание | Имя                 | г.р. | область                  | спортивное общество | сумма очков |
| ----- | ------ | ------------------- | ---- | ------------------------ | ------------------- | ----------- |
| 1     | км     | Анатолий Панченко   | 1983 | Днепропетровская область | Україна             | 238,5       |
| 2     | км     | Владимир Бойчук     | 1953 | Николаевская область     | Колос               | 219,5       |
| 3     | Мс     | Анатолий Савченко   | 1982 | Донецкая область         | Колос               | 192,5       |
| 4     | Мс     | Александр Катюха    | 1946 | Винницкая область        | Колос               | 175         |
| 5     | Мс     | Вячеслав Трофименко | 1967 | Киев                     | Спартак             | 138,5       |
| 6     | ГР     | Михаил Федоров      | 1950 | Донецкая область         | Колос               | 115         |
| 7     | Мс     | Станислав Устьянов  | 1965 | Харьковская область      | Україна             | 84          |
| 8     | км     | Анатолий Ныч        | 1955 | Одесская область         | Колос               | 80          |
| 9     | км     | Сергей Губочкин     | 1956 | Одесская область         | Україна             | 15          |
| 10    | км     | Анатолий Бондаренко | 1940 | Киевская область         | Колос               | 5           |

миниатюры-64.
Судьи — Виктор Шульга (Беларусь), Александр Малюта (Украина), Рустам Шаяхметов (Россия).
 Сергей Губочкин (Одесская область).  Анатолий Савченко (Волноваха)  Анатолий Баланюк (Одесская область)
| Место | звание | Имя                 | г.р. | область                  | спортивное общество | сумма очков |
| ----- | ------ | ------------------- | ---- | ------------------------ | ------------------- | ----------- |
| 1     | км     | Сергей Губочкин     | 1956 | Одесская область         | Україна             | 327,33      |
| 2     | Мс     | Анатолий Савченко   | 1982 | Донецкая область         | Колос               | 300,67      |
| 3     | км     | Анатолий Баланюк    | 1958 | Одесская область         | Колос               | 293         |
| 4     | км     | Анатолий Панченко   | 1983 | Днепропетровская область | Україна             | 292,33      |
| 5     | км     | Владимир Похил      | 1974 | Кировоградская область   | Колос               | 261         |
| 6     | Мс     | Александр Катюха    | 1946 | Винницкая область        | Колос               | 231,67      |
| 7     | км     | Александр Сосунов   | 1954 | Одесская область         | Україна             | 201,67      |
| 8     | км     | Николай Пилипенко   | 1949 | Киевская область         | Колос               | 168,33      |
| 9     | Мс     | Станислав Устьянов  | 1965 | Харьковская область      | Україна             | 148,33      |
| 10    | км     | Валерий Крючков     | 1954 | Киевская область         | Колос               | 146,67      |
| 11    | Мс     | Дмитрий Малай       | 1953 | Винницкая область        | Україна             | 133,33      |
| 12    | Мс     | Иван Кобцев         | 1934 | Днепропетровская область | Україна             | 113,33      |
| 13    | ГР     | Михаил Федоров      | 1950 | Донецкая область         | Колос               | 111,67      |
| 14    | 1р     | Леонид Гнида        | 1961 | Полтавская область       | Колос               | 105         |
| 15    | км     | Иван Науменко       | 1950 | Черкасская область       | Колос               | 101,67      |
| 16    | км     | Сергей Резников     | 1967 | Харьковская область      | Україна             | 97,33       |
| 17    | км     | Ярослав Гончаренко  | 1997 | Одесская область         | Колос               | 70          |
| 18    | км     | Анатолий Нарізький  | 1957 | Полтавская область       | Колос               | 6,67        |
| 19    | км     | Анатолий Бондаренко | 1940 | Киевская область         | Колос               | 0           |
| 19    | км     | Виталий Мироненко   | 1951 | Харьковская область      | Україна             | 0           |

задачи-64.
Судьи — Александр Резанко, Пётр Шклудов (оба - Беларусь), Александр Полевой (Израиль).
 Сергей Лойко (Волынская область), кмс, общество " Колос " — 243.33 очка  Владимир Рычка (Полтавская область), мс, общество " Колос " — 205 очков.  Геннадий Богатырев, (Запорожская область), мс — 98.33, 4. Михаил Федоров, (Полтавская область), гроссмейстер, общество "Колос " — 80 очков.